# Baron 1898
Baron 1898 is een stalen vloerloze duikachtbaan in het Nederlandse attractiepark de Efteling. De attractie staat in Ruigrijk, tussen de Vliegende Hollander, de Gondoletta en de Piraña. De achtbaan opende voor bezoekers op 1 juli 2015, nadat op 30 juni de officiële opening had plaatsgevonden.

## Opzet

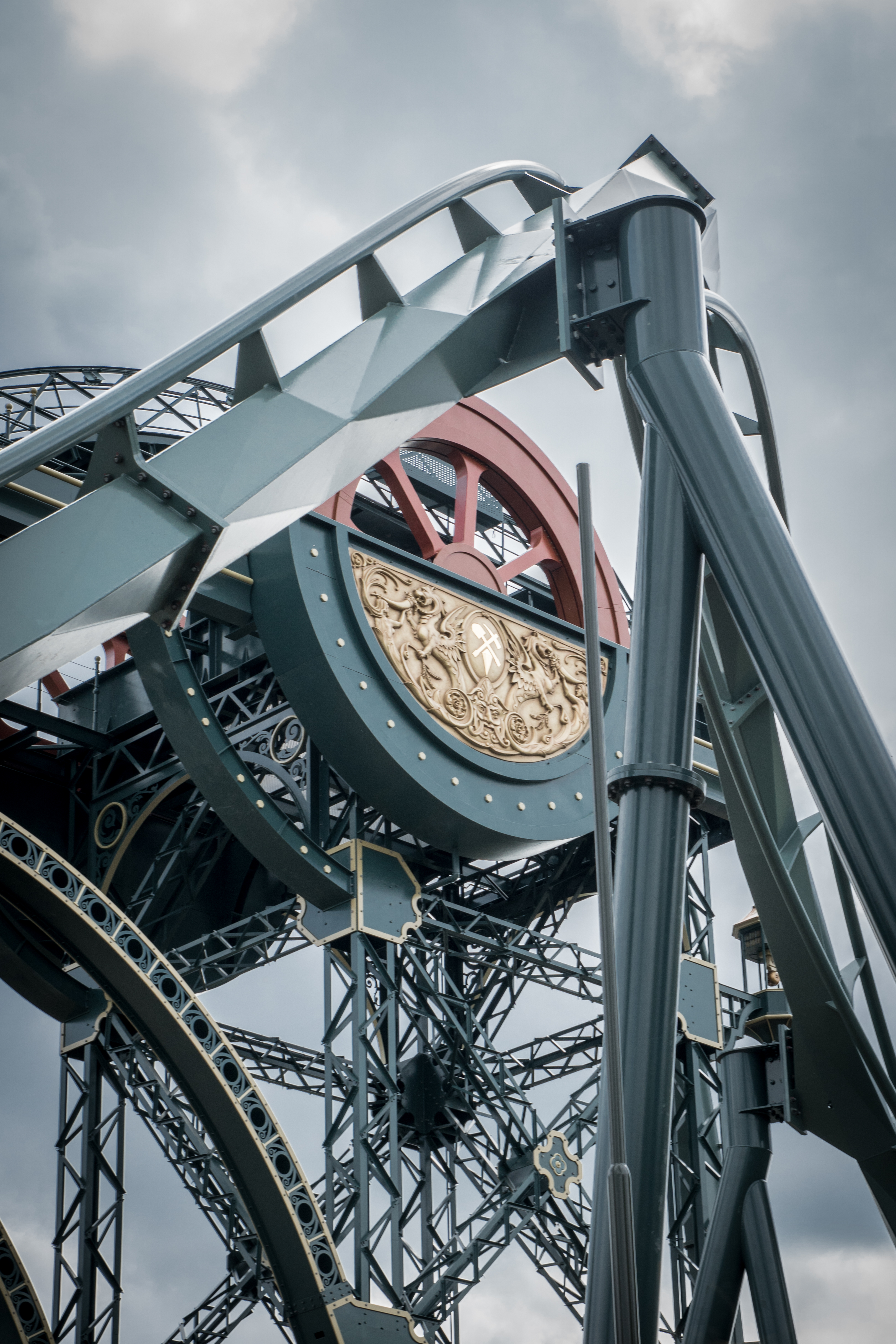
Het grote wiel bovenaan is de optakeling, met op de voorgrond de Zero-gravity roll

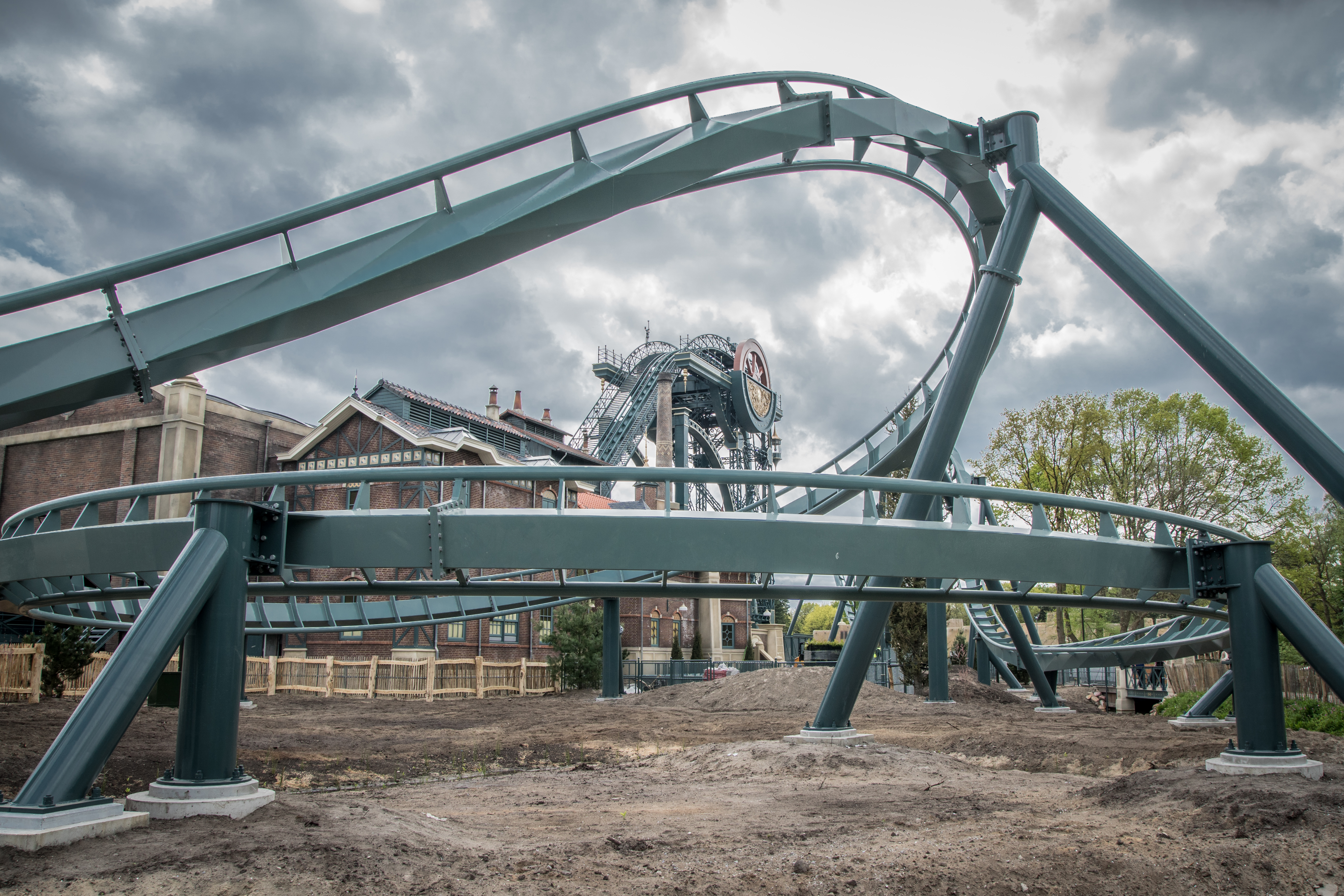
De 360°-helix op het einde van de rit

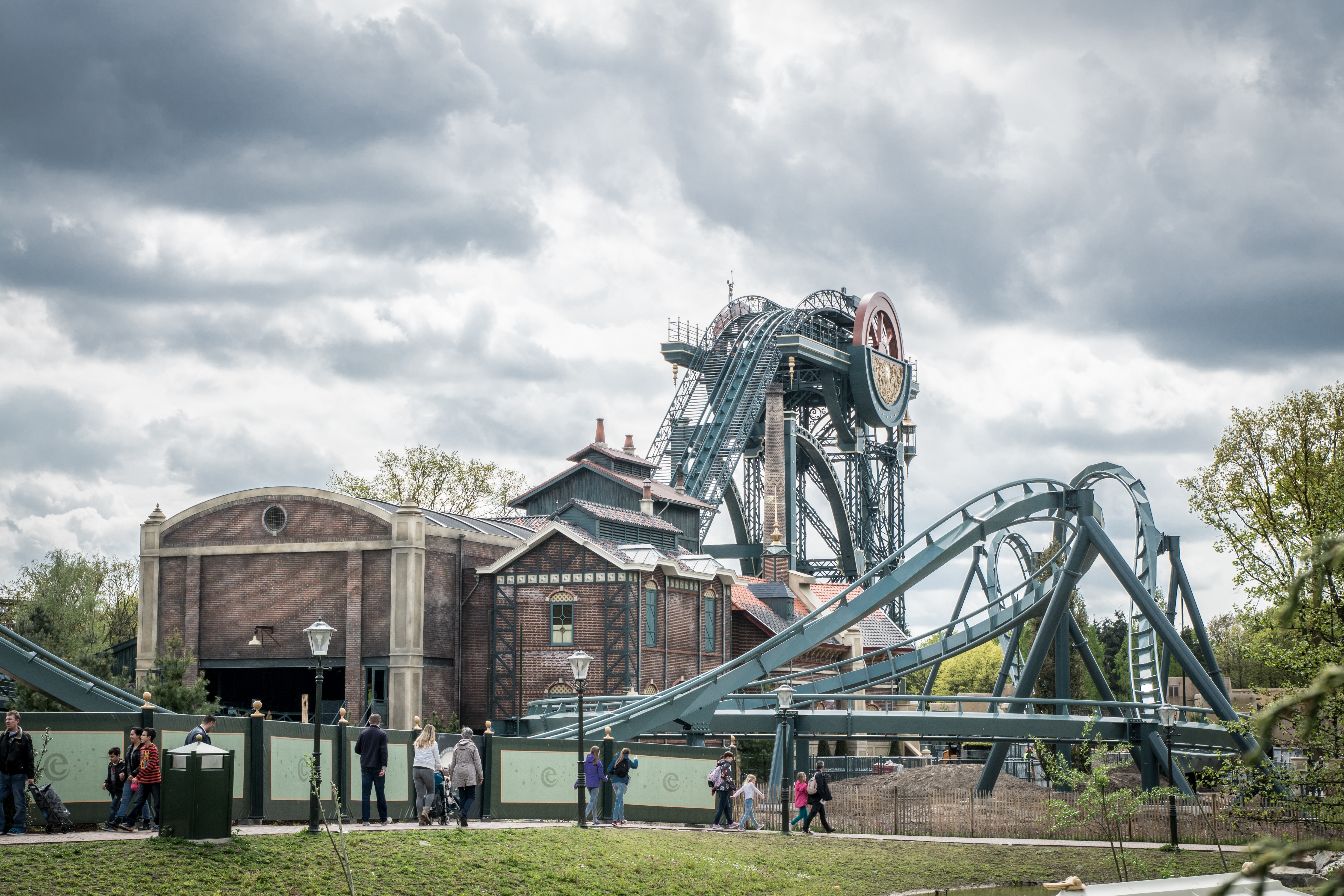
Overzicht van de achterkant van de attractie

### Verhaal en thema
Baron 1898 is gethematiseerd naar een Nederlandse goudmijn. Het verhaal vertelt over Gustave Hooghmoed, die op een dag goud vindt in een grot (de Heksenbult) en er een prachtig mijncomplex genaamd Baron 1898 van bouwt. De witte wieven zijn het hier echter niet mee eens: zij bewaken het goud en proberen dan ook te voorkomen dat Baron Hooghmoed kompels vindt om af te dalen in de mijnschacht en goud te delven.
In de attractie wordt de bezoeker kompel voor de Baron. De witte wieven saboteren de afdaling, waardoor de kabel knapt als de bezoeker bovenaan de mijnschacht hangt.
De Efteling bracht op 30 juni 2015 een speelfilm uit van 13 minuten, die het verhaal in bewegend beeld laat zien. Ook werd al eerder bekendgemaakt dat in september een boek over de attractie geschreven door Jacques Vriens uit zou komen.
Het verhaal van Baron 1898 heeft veel overeenkomsten met dat van Villa Volta en de Vliegende Hollander. Alle drie de attracties draaien om een eenzame man die door hoogmoedig handelen te maken krijgt met een heftige vloek die de attractie saboteert.

### Wachtrij
De wachtrij voor Baron 1898 begint naast de ingang van het mijncomplex en strekt zich uit tussen het mijncomplex en de helix, camelback en remmen van de baan. Aan het begin van de wachtrij moet gekozen worden tussen de gewone wachtrij en de single-riders-line. Vanaf dit punt is de wachtrij, als die helemaal vol staat, ongeveer 60 minuten. Later in deze rij volgt een volgende splitsing voor de front-seat en de tweede en derde rij voor het treintje. Volgens een bijstaand bord is de wachttijd vanaf daar ongeveer 30 minuten voor de front-seat en 15 minuten voor de andere twee rijen, maar in werkelijkheid is dit iets langer, zeker voor de front-seat. Aan het einde van de wachtrij komen de rijen voor front-seat, het overige treintje en de single riders weer naast elkaar uit, waar een medewerker kaartjes uitdeelt aan de bezoekers. Met dit kaartje ligt de plek in het treintje vast. Hierna mogen de bezoekers in groepen van 36 personen het gebouw betreden.
De wachtrij moet een naaldbos voorstellen, waar vroeger voor de mijnen hout vandaan gehaald werd. Er loopt dan ook een klein spoortje tussendoor, inclusief overweg met de wachtrij zelf. Het treintje met boomstammen dat op het spoortje staat rijdt echter niet.
Voor mindervaliden heeft Baron 1898 een aparte wachtrij: vlak bij de Game Gallery begint een paadje dat aan de andere kant van de remmen bij het ophaalgebouw uitkomt. Hier bevindt zich een kleine lift waarmee mindervaliden naar de eerste verdieping van het ophaalgebouw gehesen kunnen worden, waarna ze binnen verder kunnen wachten. Zij slaan de voorshows over en komen direct in de vertrekhal.

### Voorshows
De medewerker aan het einde van de wachtrij stuurt bezoekers in twee 'ploegen' het mijncomplex in. Iedere ploeg bestaat uit 18 personen, waardoor er iedere keer 36 bezoekers het gebouw betreden. De twee ploegen blijven de rest van de tijd door hekjes van elkaar gescheiden.
Als eerste betreden de twee ploegen een kleine wachtruimte, waar gewacht kan worden totdat de eerste voorshow klaar is om te starten. In de wachtruimte zijn verschillende bordjes te zien, waaronder een herdenkingssteen voor de eerst gelegde steen, een buste van Gustave Hooghmoed en een antieke prikklok met bijbehorende kast.
Wanneer de deuren openslaan betreden de bezoekers de eerste voorshow. De ruimte is gedecoreerd als kleedlokaal: de wanden zijn betegeld en het plafond hangt vol met mijnpakken. Het kleedlokaal heeft in het midden een flinke zeshoekige verlaging met daarin een kleedbank en oude grammofoonspeler. Boven de deuren naar de eerste ruimte zijn twee projectieschermen opgehangen, die gebruikt worden in de show. In de show vertelt Gustave Hooghmoed, met de stem van Paul van Gorcum, over zijn mijn, heet hij de bezoekers welkom en vertelt hij dat hij blij is nieuwe kompels te ontvangen en dat rijkdom voor hen in het verschiet ligt. Plotseling gaat ergens een luikje open en komen er drie witte wieven naar binnen. Zij waarschuwen de mijnwerkers en raden hen aan niet verder te gaan.
Kompels ga niet verder maar keer huiswaarts
Wij witte wieven waken over het goud
U zijt gewaarschuwd!
De Baron wordt boos en beveelt de bezoekers verder te lopen naar het loonlokaal. Tijdens de show worden op het rechterscherm foto's van de mijn getoond en op het linkerscherm Engelse vertalingen van het verhaal.
De tweede voorshow is gedecoreerd als loonlokaal. Bezoekers gaan eerst met een trap omhoog en passeren hierbij een klein kantoortje. Boven, in het loonlokaal, bevinden zich drie loketten met daarboven een klein balkon waar een animatronic van de Baron staat, die de bezoekers toespreekt en aanwijzingen geeft. In een andere muur zitten drie deuren. In deze ruimte staat een medewerker, die de kaartjes van de bezoekers van een van de ploegen inneemt en deze bezoekers achter de juiste deur sorteert in rijen van zes. Achter deze deuren bevindt zich het treintje, waardoor de bezoekers zo in kunnen stappen. Als de eerste ploeg weg is, gebeurt hetzelfde met de tweede ploeg.
Dat Van Gorcum door de Efteling is uitgekozen als stemacteur lijkt geen toeval te zijn, na zijn rol als De Baron. Het uiterlijk van Hooghmoed heeft ook veel gelijkenissen met De Baron uit de televisieseries van Bassie en Adriaan.

### Station
Na de deuren komt de bezoeker terecht in het ophaalgebouw, waar het treintje al klaarstaat voor vertrek. Eventuele tassen kunnen in speciale hiervoor gebouwde carrousels gelegd worden, die veilig vergrendeld worden. Het ophaalgebouw ziet eruit als een fabriekshal, met pijpleidingen en een groot ijzeren hek voor het treintje.
Als het treintje gaat rijden, gaat dit hek open en ziet de bezoeker rechts de grote, draaiende stoommachine. Boven in de ruimte zitten drie ketels. Opnieuw verschijnen witte wieven, zingend dat ze de bezoekers, de kompels, gewaarschuwd hebben en de rit zullen saboteren.
U was gewaarschuwd, ongehoorzamen!
Wij witte wieven waken over het goud en saboteren uw afdaling
Hoogmoed komt voor den val!
De passagiers worden hierna omhoog getakeld.
De attractie heeft een chicken exit voor bezoekers die alleen de voorshows willen zien. Dit is handig voor bezoekers die de achtbaan niet in durven. Bij de medewerker aan het einde van de wachtrij krijgen deze bezoekers, die 'Kompels Bovengronds' worden genoemd, een speciaal kaartje als ze aangeven dat ze niet in de achtbaan willen gaan. Na de voorshows kunnen ze via het station naar de uitgang lopen en de attractie verlaten.

### Rit
De ketting brengt het treintje in slechts enkele seconden naar 30 meter hoogte. De lifthill heeft een hoek van 45 graden. Bovenaan de schachttoren rijdt het treintje een stukje verder naar beneden, waarna hij voor twee seconden stil gehangen wordt. Bij deze stop-before-you-drop kijken de bezoekers 35 meter recht naar beneden. Hierna 'breekt' door de witte wieven de kabel en valt het treintje 37,5 meter naar beneden, met een steile hoek van 87 graden. Het treintje schiet een tunnel in: de goudmijn, die gevuld is met mist: de witte wieven. Hierna komt de baan de tunnel weer uit en gaat door een Immelmann, een halve looping gevolgd door een halve kurkentrekker. Direct hierna wordt van het treintje een actiefoto genomen. Vervolgens gaat het treintje met een zero-g-roll, een uitgerekte kurkentrekker, over het plein heen waarna een zeer scherpe spiraal volgt. Daarna komen nog een kleine camelback, of bunny-hop en een bocht en draait het treintje de remsectie op, waar hij langzaam wordt afgeremd en het ophaalgebouw terug in rijdt.
Als bezoekers uitstappen kunnen ze hun eventuele bagage pakken en via een trap over de baan en een gangetje naar buiten lopen. Hierbij passeren ze allerlei historische attributen die echt gebruikt zijn in de oude mijnen. Eenmaal buiten komen de bezoekers nog door het schoorsteenhuisje, dat de balie van de actiefoto herbergt.

## Geschiedenis
Al in 2002 hadden Michel den Dulk en Lex Lemmens samen een plan bedacht voor een duikachtbaan gedecoreerd als een oude fabriek. Dit bleef echter tussen hen in en is dan ook nooit uitgevoerd.
In 2011 werd duidelijk dat er een attractie bij moest komen voor jongeren. De directie ging op zoek naar een geschikte attractie en kwam uit bij de duikachtbaan van Bolliger & Mabillard. Voordelen van dit type waren het succes in andere parken en het feit dat duikachtbanen nog redelijk uniek waren in de wereld: er stonden er toentertijd slechts acht.
Tegelijkertijd met de aanstelling van Fons Jurgens als voorzitter Raad van Bestuur op 18 april 2014, maakte de Efteling bekend een nieuwe achtbaan te bouwen. Enkel de bouwer (B&M), attractiesoort (duikachtbaan), hoogte (37,5 meter) en het feit dat het geen vervanger zou worden voor de Python werden bekendgemaakt.

### Inspiratie

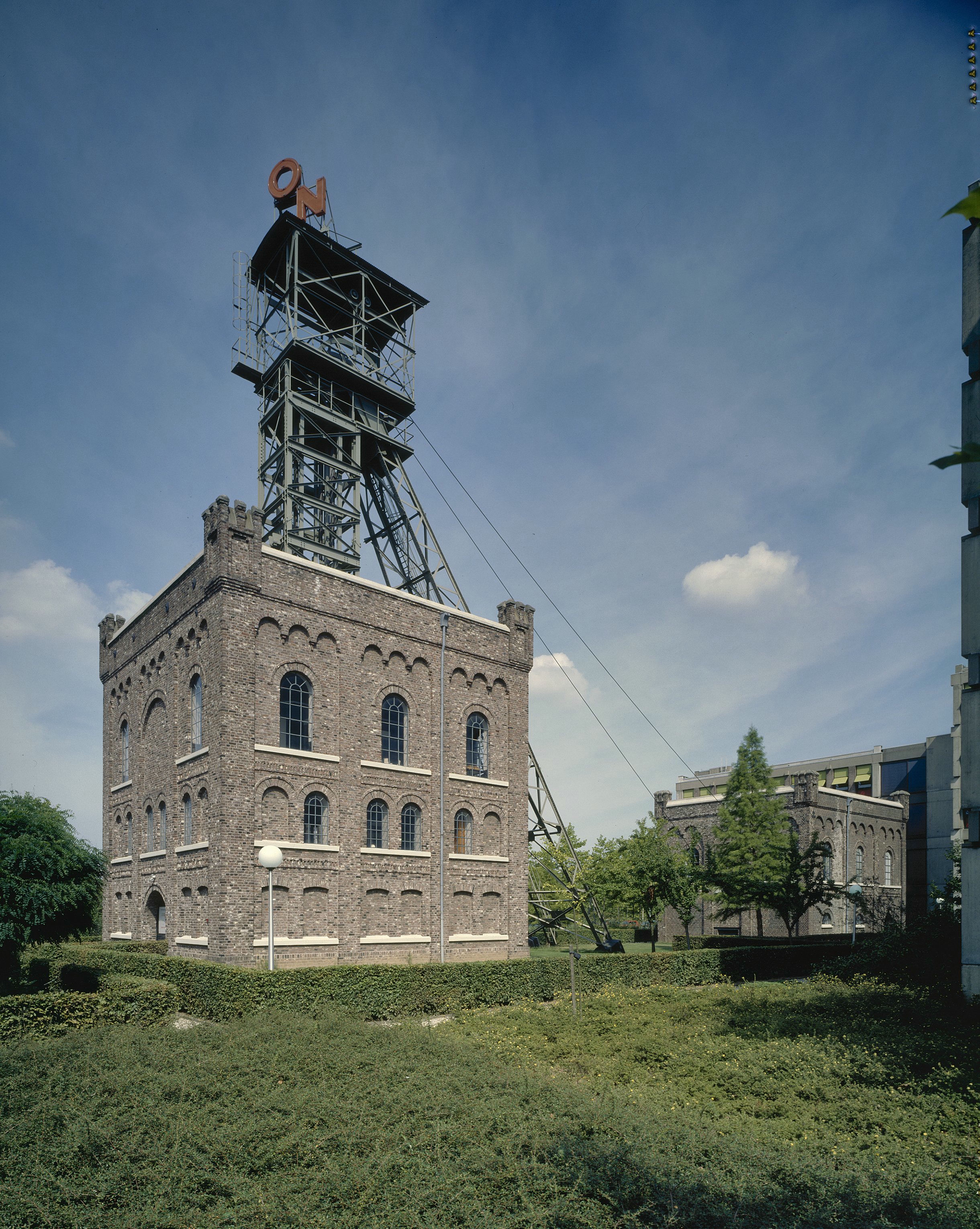
Oranje-Nassau 1, een inspiratiebron voor het ontwerpteam van Baron 1898.

Het ontwerpteam van de Efteling heeft voor de realisatie van de achtbaan inspiratie opgedaan in diverse voormalige mijnbouw complexen zoals Oranje-Nassau 1 in Heerlen en Zeche Zollverein in Essen. Voor diverse objecten in de attractie die dienen als decoratie werd een oproep naar de buitenwereld gedaan.

### Bouw
De werktitel tijdens de bouw van de attractie was 'Hoogmoedt', verwijzend naar het spreekwoord 'hoogmoed komt voor de val'.
- In juli 2014 werden de eerste piketpaaltjes gespot. Het oude pad van 't Seylend Fregat naar de Meermin werd afgezet en het kleine parallelpaadje geasfalteerd.
- In augustus 2014 begon de Efteling met het kappen van bomen op het bouwterrein en het aanleggen van een bouwweg met bouwketen van vanachter de Piraña naar het bouwterrein. De kanovijver werd verkleind en wat verder leeggepompt. Op het bouwterrein werden de eerste leidingen al aangelegd.
- In september 2014 werd begonnen met het graven van de tunnel. Een Efteling-fansite achterhaalde bouwtekeningen, waarop de grove vormen van het stationsgebouw al te zien waren. Een nieuw wandelpad werd aangelegd, bijna parallel aan het noodpad en de eerste fundering verschenen op de bouwplaats.
- In oktober 2014 werd volop doorgewerkt aan de tunnel en aan de rest van het terrein. In het nieuwe pad werd een bruggetje geplaatst. Op de plek van het stationsgebouw werden de eerste palen van het skelet geplaatst. Ook maakte de Efteling de naam van de achtbaan (Baron 1898), de plek van de attractie, al was die al lang duidelijk (tussen de Vliegende Hollander en de Gondoletta), een concept-art van het mijncomplex met schachttoren van de hand van Sander de Bruijn en een deel van het verhaal bekend.
- In november 2014 werd het grootste deel van skelet van het mijncomplex neergezet en werd begonnen met het metselen van de muren. Het nieuwe pad ging open en het tijdelijke pad verdween. Ook arriveerden de eerste twee baandelen, die het stationsgebouw in werden gehesen.
- In december 2014 vocht de Efteling tegen de tijd om het gebouw op tijd dicht te krijgen. De footers voor de baan werden geplaatst.
- In januari 2015 werd doorgegaan met eerdere werkzaamheden.
- In februari 2015 begon de bouw van de grote schachttoren. De remsectie en de baandelen in de tunnel met de eerste helft van de Immelmann werden geplaatst. Langzaamaan werd ook begonnen met het aankleden en de afwerking van het mijncomplex. In deze maand gaf de Efteling ook een persconferentie waarbij onder andere het baanverloop werd bekendgemaakt.
- In maart 2015 werd het hoogste punt van de baan bereikt met het plaatsen van de bovenkant van de lifthill. Iets later werd ook de rest van de lifthill op zijn plaats gezet. De rest van de maand werd de rest van de baan geplaatst, met op 20 maart het laatste baandeel. Verder werd er gewerkt aan de afwerking van het mijncomplex.
- In april 2015 arriveerden de twee enorme wielen voor bovenaan de schachttoren. Het gebouw naderde voltooiing en er werd begonnen met de wachtrij en het Melkhuysje. De bel kwam aan en het eerste stuk van het nieuwe plein werd toegankelijk.
- In mei 2015 kwamen de treintjes aan, gevolgd door de eerste testrit op 8 mei. De hele verdere maand werden er testritten gemaakt met de treinen. Voor de rest werd het geheel afgewerkt.
- In juni verdween de bouwweg. Er werd beplanting aangebracht en het totale gebied werd afgemaakt.

### Opening
Op 25 juni 2015 had het personeel de eer om alvast een rit te maken. Dinsdagochtend 30 juni 2015 vond de officiële persopening plaats met de eerste rit voor genodigden en daarna ritten voor de pers en winnaars van verschillende winacties. 's Middags mochten enkele duizenden abonnementhouders de achtbaan testen. Op 1 juli 2015 was de achtbaan voor het eerst geopend voor reguliere bezoekers, wat resulteerde in een wachttijd van ruim drie uur.
Drie weken na de opening stond de achtbaan twee keer kort na elkaar stil. Op 13 juli 2015 stond de achtbaan drie kwartier stil op het hoogste punt, vlak voor de vrije val. De bezoekers moesten eruit gehaald worden. De oorzaak was een doorgebrande zekering. Zes dagen later stond de attractie opnieuw stil. Op zondag 19 juli wilden de treinen niet meer vertrekken. Omdat het ditmaal erg moeilijk was om de oorzaak van deze storing te vinden, moest de attractie twee dagen dicht. Uiteindelijk bleek een kapotte schakelaar de oorzaak te zijn van deze tweede storing.

### Bouwfoto's

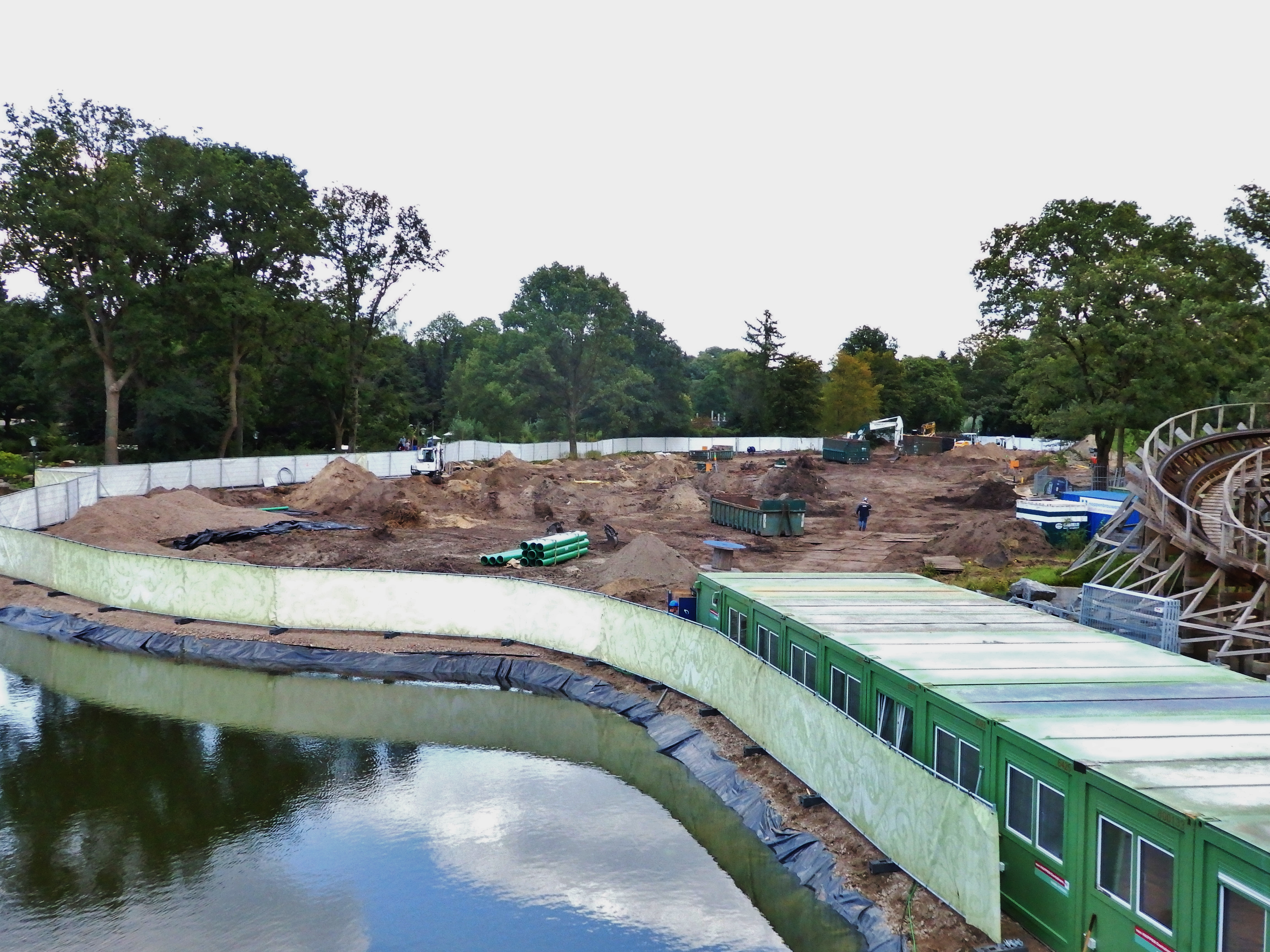
Het begin van de bouw
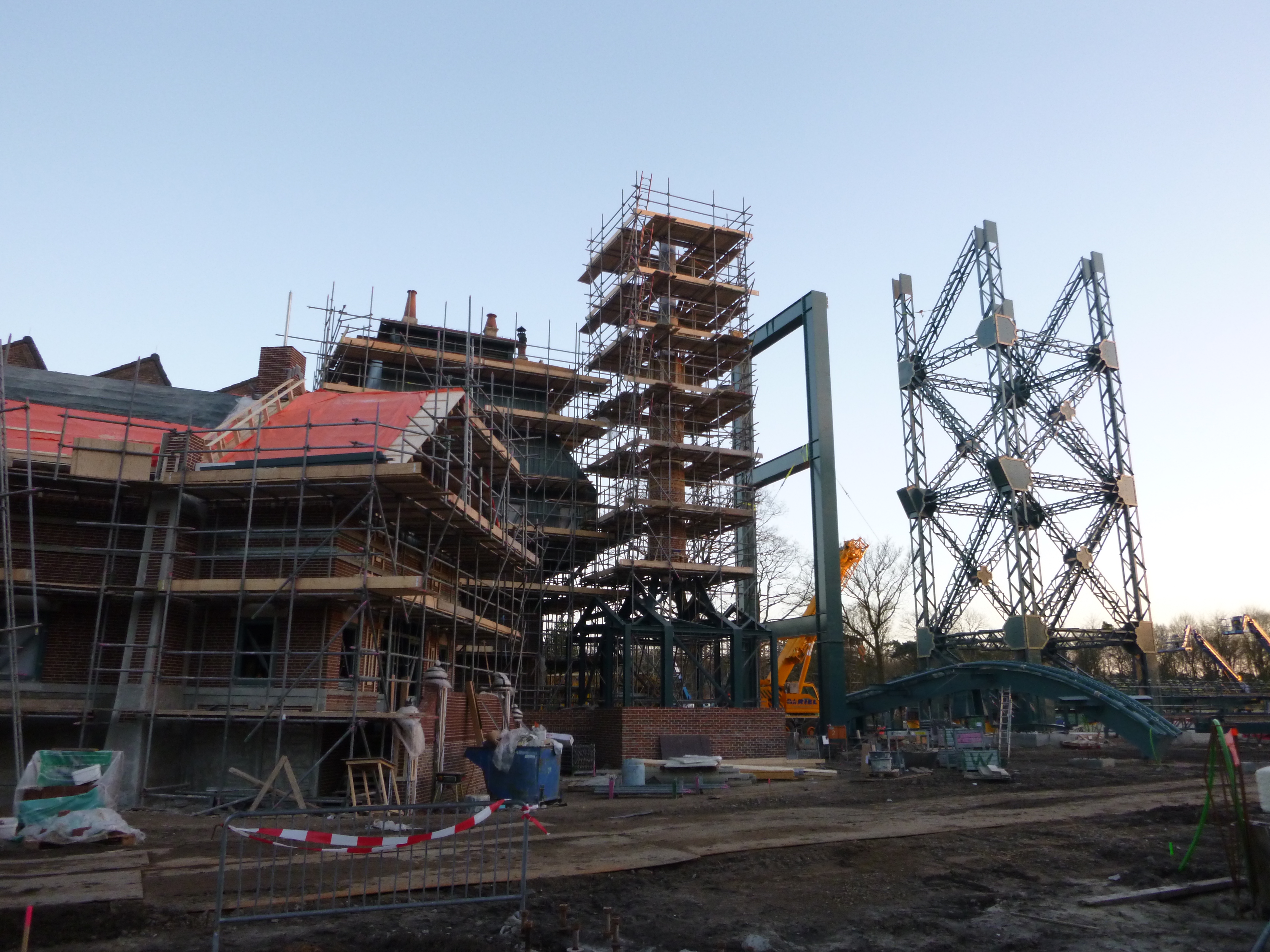
Stationsgebouw
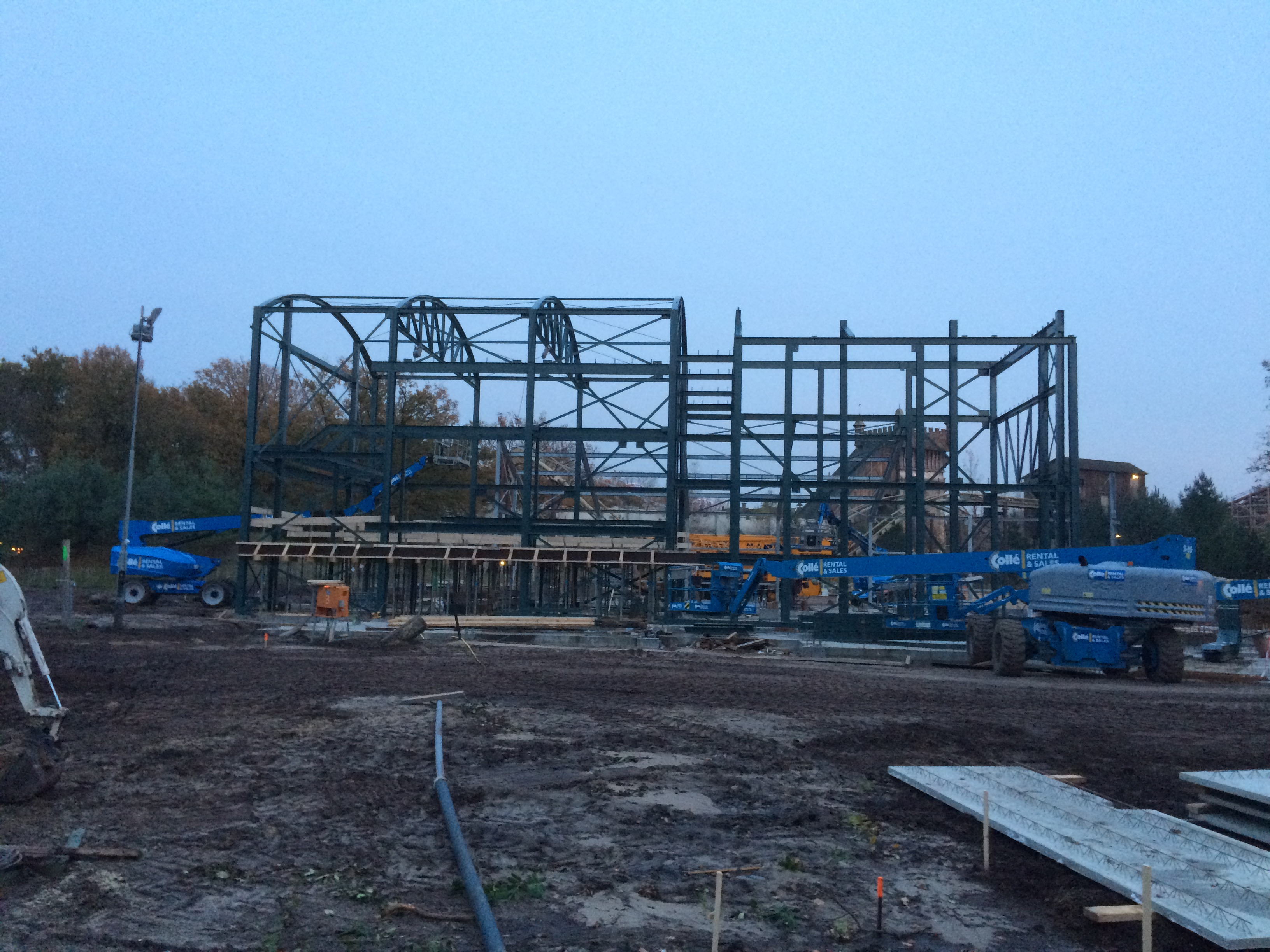
Geraamte
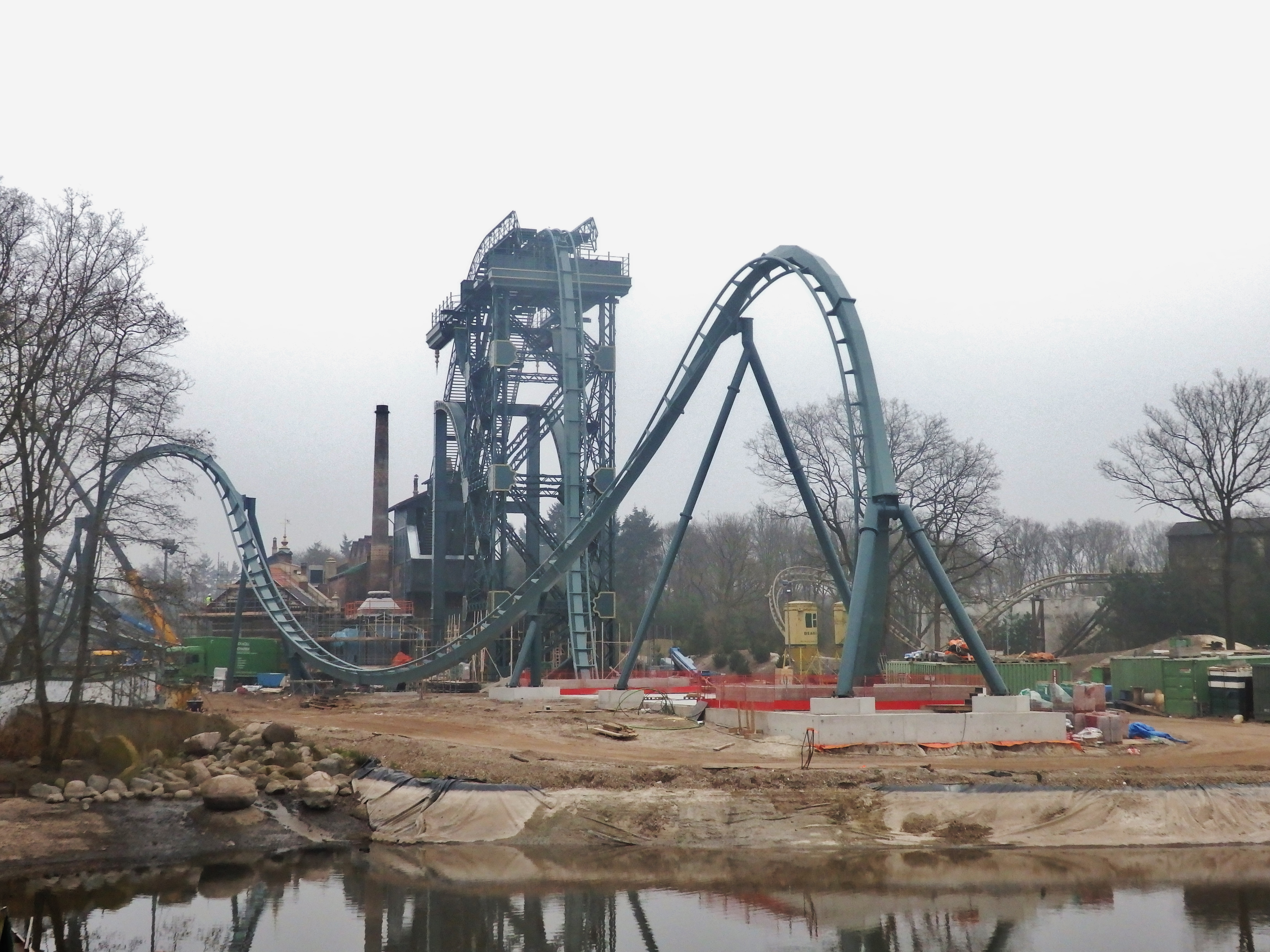
Overzicht
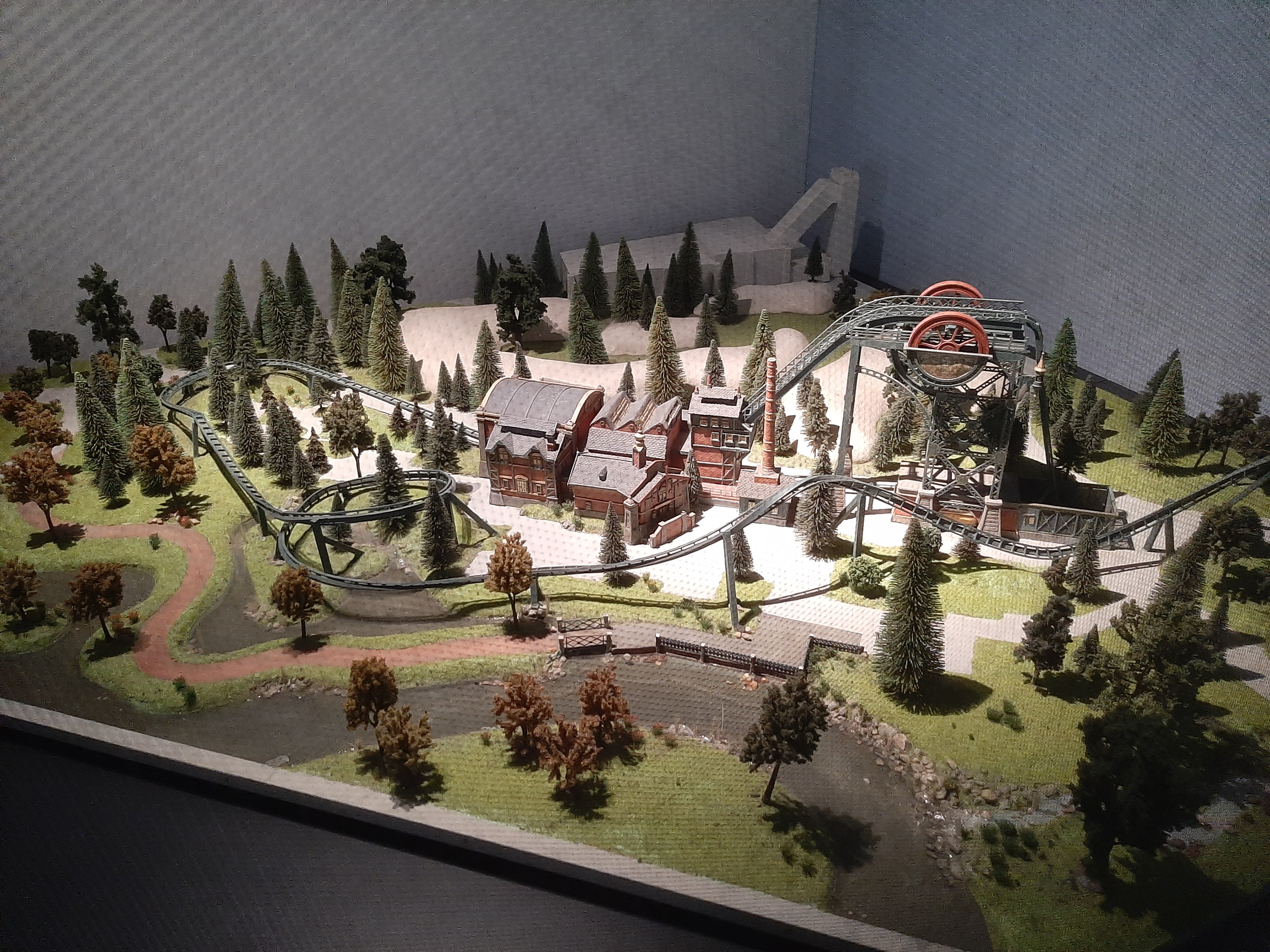
Maquette van de attractie.

## Muziek

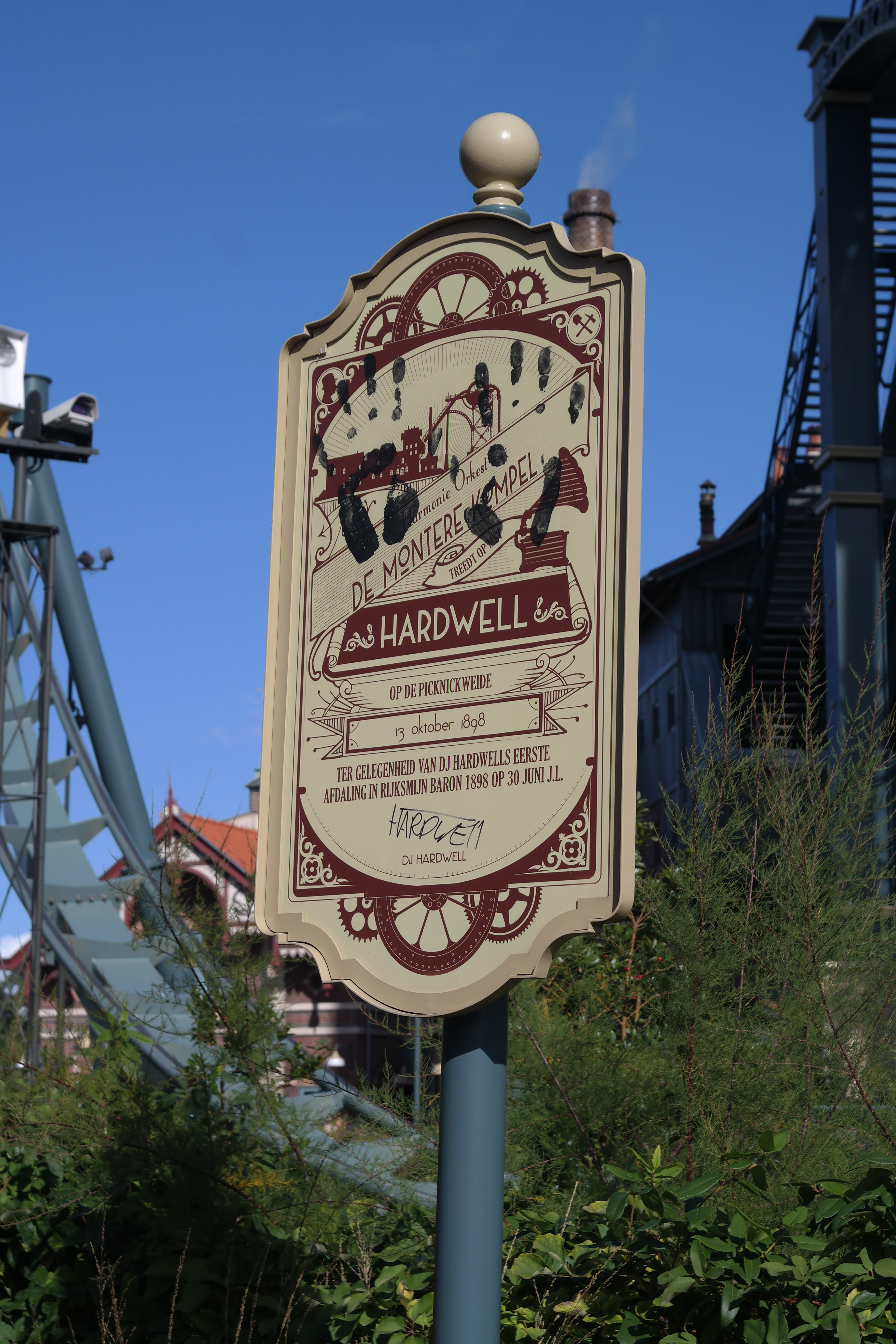
Een bord gewijd aan DJ Hardwell, die de muziek voor de attractie Baron 1898 bewerkte.

De muziek van Baron 1898 werd gecomponeerd door René Merkelbach en ingespeeld door het Brussels orkest. De zanglijnen van de witte wieven zijn ingezongen door Anneke van Giersbergen, maar ontbreken op de soundtrack-cd. Rondom de attractie is de muziek vrolijker; vroeger speelden mijnwerkers namelijk samen in fanfares. Binnen wordt de muziek grimmiger. De stem van de baron in het gebouw werd ingesproken door Paul van Gorcum.
DJ Hardwell maakte voor de Efteling een remix van de muziek. Deze single werd aan de eerste enkele duizend gasten gratis uitgedeeld.

## Trivia
- Tijdens de bouw visten twee fans een plastic zak met daarin bouwtekeningen op uit het water rond Baron 1898. Hierdoor lekte de grove indeling van het mijncomplex uit. Het is nog altijd niet duidelijk of deze plastic zak per ongeluk te water was geraakt of dat de Efteling deze expres in het water heeft gegooid.
- De kleine bogen tussen de schachttoren en de lifthill pasten niet. Dit is opgelost door twee extra onderdelen te maken, die het uiteinde van de bogen verbinden met de plaats waar ze eigenlijk uit zouden moeten komen.
- Onder de schachttoren bevindt zich een klein horecapunt genaamd het Melkhuysje. Hier worden churros en 'mijnshakes' verkocht. Volgens de Efteling past dit goed bij de mijnbouw: kompels dronken vroeger melk wanneer ze uit de mijn terugkwamen.
- Naast de gewone kaartjes die gegeven worden aan bezoekers aan het einde van de wachtrij, bestaat er nog een speciaal kaartje: een zogeheten “VIP-kompel-kaartje”. Hiermee mag de wachtrij overgeslagen worden. Deze kaartjes kunnen bijvoorbeeld gegeven worden aan jarige bezoekers, of aan bezoekers die last hebben gehad van een storing of iets dergelijks.

Lijst van attracties in de Efteling · Lijst van sprookjes in de Efteling · Afbeeldingen